# Жешотари-Ґортати
Жешотари-Ґортати (пол. Rzeszotary-Gortaty) — село в Польщі, у гміні Росьцишево Серпецького повіту Мазовецького воєводства.
Населення — 94 особи (2011).
У 1975-1998 роках село належало до Плоцького воєводства.

## Демографія
Демографічна структура станом на 31 березня 2011 року:
|          | Загалом | Допрацездатний вік | Працездатний вік | Постпрацездатний вік |
| -------- | ------- | ------------------ | ---------------- | -------------------- |
| Чоловіки | 50      | 10                 | 38               | 2                    |
| Жінки    | 44      | 8                  | 26               | 10                   |
| Разом    | 94      | 18                 | 64               | 12                   |